# Distretto di Žinst
Il distretto di Žinst è uno dei venti distretti (sum) in cui è suddivisa la provincia di Bajanhongor, in Mongolia. Conta una popolazione di 2.023 abitanti (censimento 2006). 